# Astronesthes niger
Astronesthes niger är en fiskart som beskrevs av Richardson, 1845. Astronesthes niger ingår i släktet Astronesthes och familjen Stomiidae. Inga underarter finns listade.